# Anombrocheir bifurcata
Anombrocheir bifurcata är en mångfotingart som beskrevs av John S. Buckett och Gardner 1969. Anombrocheir bifurcata ingår i släktet Anombrocheir och familjen Xystodesmidae. Inga underarter finns listade i Catalogue of Life.